# 仏眼仏母

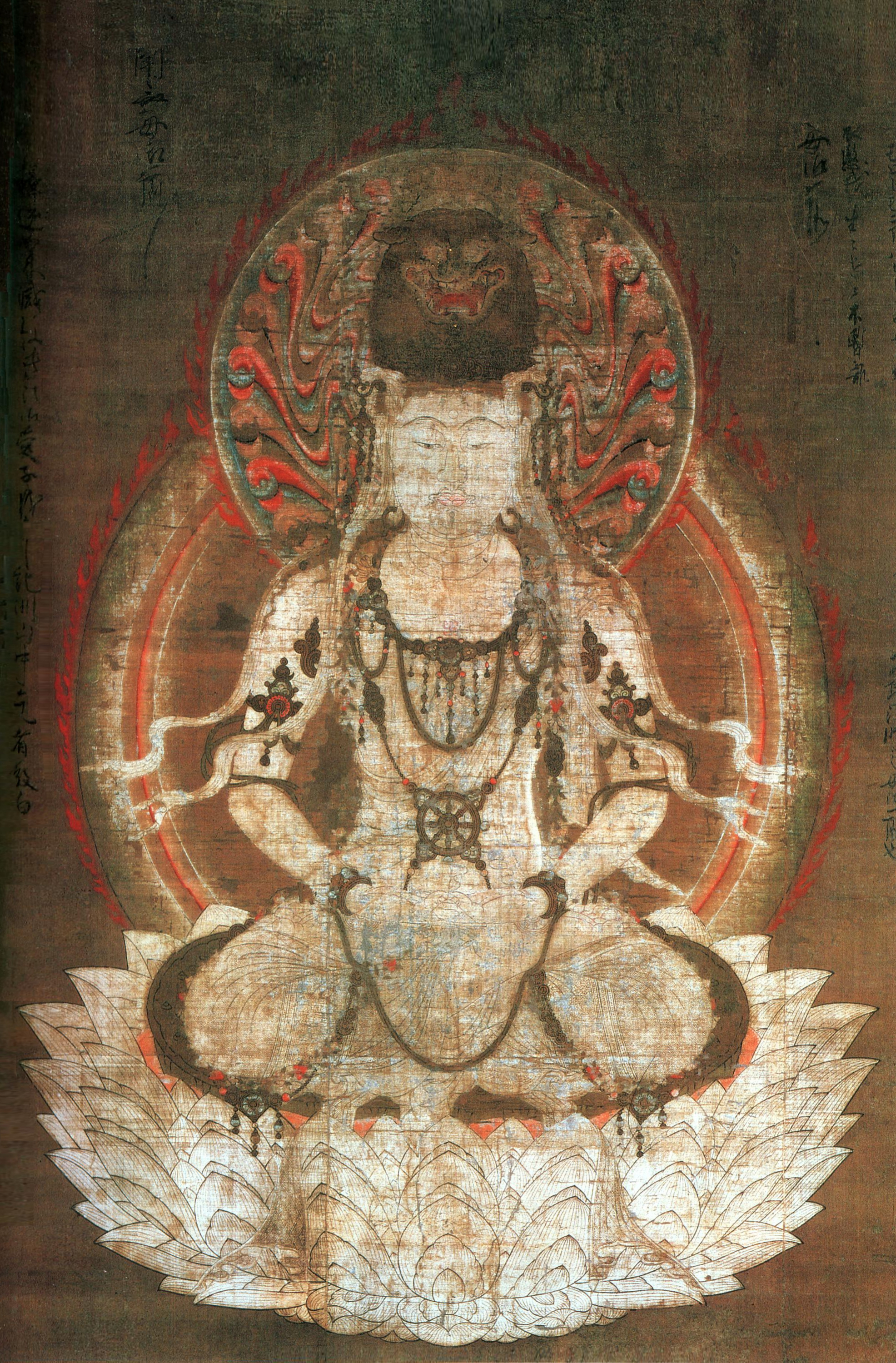
明恵念持 仏眼仏母 (高山寺蔵)

仏眼仏母 (ぶつげんぶつも)、(梵: बुद्धलोचना [buddhalocanā], बुद्धलोचनी [buddhalocanī])は、仏教、特に密教で崇められる女性の尊格。真理を見つめる眼を神格化したものである。
なお、所依の経典によって、大日如来所変、釈迦如来所変、金剛薩埵所変の三種類の仏眼仏母が説かれる。

## 概要
三昧耶形は如来眼(肉髻と微笑む両目)、金剛眼（独鈷金剛杵の両側に微笑む眼）、あるいは如意宝珠。種子はギャ(ga)、またはシリー(śrī)。
その姿は、日本では一般に装身具を身に着けた菩薩形で、喜悦微笑して法界定印の印相をとる姿に表される。
人は真理を見つめて世の理を悟り、仏即ち「目覚めた者」となる。これを「真理を見つめる眼が仏を産む」更に「人に真理を見せて仏として生まれ変わらせる宇宙の神性」という様に擬人化して考え、仏母即ち「仏の母」としての仏眼信仰に発展した。
また『大日経疏』では、「諸々の仏が人々を観察し、彼らを救うために最も相応しい姿を表す」という大乗仏教の下化衆生思想に基づく解釈も行われている。
密教においては「目を開いて仏として生まれ変わらせる」その役割から、仏像の開眼儀式でその真言が唱えられる。
また、仏眼仏母は胎蔵界大日如来が金剛界月輪三昧という深い瞑想の境地に至った姿ととも解釈され、一字金輪仏頂とは表裏一体の関係にあるとされる。例えば、一字金輪仏頂がその輪宝で悪神を折伏するとすれば、仏眼仏母は悪神を摂受によって教え導くという。
そのため仏眼仏母の曼荼羅には必ず一字金輪仏頂も描かれ、一字金輪仏頂曼荼羅にも必ず仏眼仏母が描かれる。